# Karl Gutzmer
Karl Gutzmer (* 16. Februar 1924; † 5. März 2007) war ein deutscher Buchhändler und Heimatforscher, der sich mit der Geschichte der Stadt Bonn und der Geschichte des Buchwesens beschäftigte.

## Leben
Karl Gutzmer wuchs in Bonn in einem deutsch-nationalen Elternhaus auf. 1933 trat er der bündischen Deutschen Freischar bei. Nach deren Auflösung im Spätherbst 1933 wechselte seine Gruppe geschlossen zum Deutschen Jungvolk über. Ab 1937 gehörte er zur bündischen Jugendgruppe um Michael Jovy und wurde im Alter von 15 Jahren wegen regimekritischer Äußerungen verurteilt und zwei Monate lang inhaftiert. Danach wurde er 1940 vom Gymnasium verwiesen und konnte das Abitur jedoch extern 1941 in Köln ablegen. Er begann ein Studium als Gasthörer und Aushilfstätigkeiten in einer Buchhandlung. Seit Sommer 1942 war er Soldat an der Ostfront, zuletzt als Leutnant.
Karl Gutzmer machte nach dem Krieg eine Buchhändlerlehre in der Buchhandlung H. Bouvier & Co in Bonn. 1952 bis Juni 1956 war er Verlagsleiter des „Brüder Auer Verlags“ zunächst in Bonn und später in München. 1956 wurde er Geschäftsführer der Verlagsbuchhandlung Ludwig Röhrscheid in Bonn, die damals der Verlegerfamilie Stilke (später Stilke Gruppe) gehörte. Er blieb in dieser Position auch, als die Buchhandlung Ludwig Röhrscheid an die benachbarte Buchhandlung Bouvier verkauft wurde, bis zu seinem Ausscheiden in den Ruhestand 1987. 
1948 trat Gutzmer dem Bonner Heimat- und Geschichtsverein (damals Alt-Bonn) bei. Von 1971 bis 2001 gehörte er seinem Vorstand an, davon einige Jahre als stellvertretender Vorsitzender. Gutzmer war Autor zahlreicher stadtgeschichtlicher Schriften und Beiträge auch für die Bonner Presse, für die er unter anderem die neu erschienene Literatur zur Stadtgeschichte vorstellte. Als eine seiner bedeutendsten Veröffentlichungen kann die Chronik der Stadt Bonn (1988) gelten. Ferner beschäftigte er sich auch über Bonn und das Rheinland hinaus mit der Geschichte des Buchwesens und verfasste zahlreiche Artikel für das Lexikon des gesamten Buchwesens.
Darüber hinaus war Gutzmer als ehrenamtlicher Archivar für die Bonner Lese- und Erholungsgesellschaft tätig. Er engagierte sich zudem in der Bonner Gesellschaft für Christlich-jüdische Zusammenarbeit.

## Ehrungen
- 1984: Bundesverdienstkreuz am Bande
- 1994: Rheinlandtaler
- Ehrenmitglied des Bonner Heimat- und Geschichtsvereins

## Schriften (Auswahl)
- Die Heimatliteratur und der Buchhandel. In: Börsenblatt für den deutschen Buchhandel 31, 1975, S. 533–536.
- Chronik der Stadt Bonn. Chronik-Verlag, Dortmund 1988, ISBN 3-611-00032-9.
- Die Philippsons in Bonn. Deutsch-jüdische Schicksalslinien 1862–1980. Dokumentation einer Ausstellung in der Universitätsbibliothek Bonn 1989 (= Veröffentlichungen des Stadtarchivs Bonn Band 49). Bouvier, Bonn 1991, ISBN 3-416-80670-0.
- Der Bonner Buchhandel im Überblick mit besonderer Berücksichtigung des Dritten Reiches. In: Helmut Heyer: Kultur in Bonn im Dritten Reich (= Veröffentlichungen des Stadtarchivs Bonn Band 62), Bonn 2002, ISBN 3-922832-32-6, S. 289–323.